# 2016 TQ120
2016 TQ120 est un objet transneptunien détaché, encore mal, connu d'environ 180 km de diamètre.